# Fantômas (groupe)
Pour les articles homonymes, voir Fantômas.
Fantômas est un groupe américain de metal avant-gardiste, originaire de Californie. Le nom du groupe s'inspire de Fantômas, un personnage de fiction paru dans une série de romans policiers popularisée en France avant la Première Guerre mondiale.

## Histoire
Le groupe se forme en 1998 lorsque le chanteur Mike Patton compose une poignée de chansons spasmodiques et avant-gardistes juste avant la dissolution de son autre groupe Faith No More. Patton envoie alors ses compositions à des amis en espérant former un nouveau groupe : le guitariste Buzz Osborne des Melvins, le bassiste Trevor Dunn de Mr. Bungle (le groupe qu'il avait formé avec Patton au lycée), et le batteur Igor Cavalera de Sepultura. Cavalera refuse l'offre, mais recommande Dave Lombardo de Slayer, car il pense être parfait pour le projet. Lombardo accepta l'offre et le supergroupe de Patton est formé,.
En été 2005, le groupe effectue une tournée en Europe avec Terry Bozzio à la batterie, tandis que Lombardo est en tournée avec Slayer. Lombardo joue avec Fantômas jusqu'à la dernière date de la tournée, qui se termine le 15 septembre 2005, et des rumeurs racontent que Bozzio serait le batteur pour le prochain album du groupe. Le 13 mai 2006, Patton révèle au magazine Billboard la sortie éventuelle d'un cinquième album : « Ce prochain album sera une affaire entièrement électronique. Ça demandera une organisation créative pour savoir comment l'enregistrer et l'exécuter, mais il n'y aura aucun instrument acoustique. Nous allons plus ou moins passer en mode hibernation. Je dois, dès que j'ai un peu de temps, retourner au tableau et commencer à écrire le prochain album. »

## Style musical

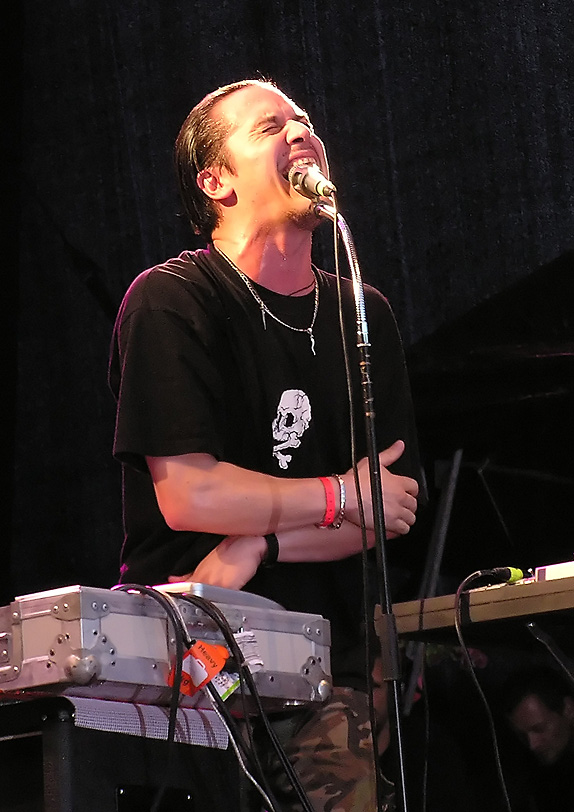
Mike Patton, en concert avec Fantômas au Quart Festival, Norvège, le 9 juillet 2005.

Bien que leurs racines se situent dans le metal, leur musique touche à beaucoup de genres musicaux. Une critique décrit leur style comme du « dada-metal. » Greg Prato, un critique musical, présente leur musique comme « complètement originale... surtout en comparaison au rock alternatif et prévisible de la fin des années 1990. » Patton chante rarement de façon conventionnelle et utilise plutôt son propre style de musique vocale étrange, similaire à du scat.
Les chansons de Fantômas sont souvent discordantes et sans refrains, utilisent parfois des larsens et des éléments bruitistes, et pourraient être qualifiées de noise progressif. Malgré cela, ils ne sont pas orientés musique bruitiste à 100 %, et la plupart de leurs chansons possèdent des rythmes marqués et des mélodies. Ils créent un mélange original de bruit psychédélique et métallique.
Les albums sont élaborés autour de concepts ou thèmes :
- Fantômas est inspiré de bandes dessinées de science-fiction, chaque piste étant numérotée comme une page (Page 1, Page 2, etc.).
- The Director's Cut est une série de réinterprétations de musiques de films. Les reprises sont plus ou moins fidèles à l'original selon les cas; ainsi la berceuse de La Nuit du chasseur et Rosemary's Baby restent proche de la version source tandis que d'autres, comme la musique du Parrain, qui devient un morceau de thrash metal, la transforment radicalement.
- Delìrium Còrdia est constitué d'une piste d'une heure et quatorze minutes, illustrant le concept de la chirurgie sans anesthésie.
- Suspended Animation (Enregistré pendant les mêmes sessions que Delìrium Còrdia) est un album inspiré de l'univers des dessins animés, où chaque piste est nommée d'après un jour du mois d'avril 2005 ; la première édition de l'album, en édition limitée, contenait un calendrier d'avril 2005.

## Membres
- Mike Patton – chant, samples
- Buzz Osborne – guitare
- Trevor Dunn – basse
- Dave Lombardo – batterie

## Discographie
- 1999 : Fantômas (aussi connu sous le nom de Amenaza al Mundo)
- 2001 : The Director's Cut
- 2002 : The Fantômas Melvins Big Band - Millennium Monsterwork 2000
- 2004 : Delìrium Còrdia'
- 2005 : Suspended Animation
- 2006 : Fantômas / Melt-Banana
- 2014 : Wunderkammer